# Josep Alemany i Borràs
Josep Alemany i Borràs (Blanes, La Selva, 26 de gener de 1868— El Masnou, Maresme, 28 de novembre de 1943) fou un periodista i escriptor.
Començà publicant poemes al diari La Ignorància de Palma. Va dirigir la revista La Ilustració Llevantina. Guanyà un primer premi amb El jovent català als Jocs Florals d'Olot i va participar diverses vegades als de Barcelona. Defensà l'autonomia de Catalunya a La Costa de Llevant i Las Provincias de València, i escriví dues peces curtes per al teatre, Lluyta social i Lo noy de bordo.

## Obres
Poemes presentants als Jocs Florals de Barcelona
| - Somni eternal (1916) - La Brema (1916) - Tardaneries (1916) - L'hora... (1917) - Sortida de sol (1920) - Cant de Tardor (1920) - Sol solet (1921) - L'Amor a la Patria (1924) - La Patria (1924) - La cançó del home fet (1924) - Les muralles romanes (1929) - Florida tardoral (1929) | - Les pedres velles (1929) - La millor riquesa (1929) - Sortida de sol (1929) - De la rambla (1929) - L'esperit de la terra (1929) - A un egoista (1929) - La Rambla (1930) - Petons (1932) - A la esposa (1932) - Santa Llibertat (1932) |

## Fons personal
El Fons personal de Josep Alemany i Borràs està integrat per una col·lecció de manuscrits publicats a la revista La Ilustració Llevantina entre 1900 i 1901. El conformen un total de 169 documents signats per 85 autors. Aquests manuscrits van ser llegats a l'Arxiu Històric de la Ciutat de Barcelona, molt probablement, pel director de la revista Josep Alemany i Borràs i per aquest motiu, formen part de la secció Documentació Personal.